# Isshiki Yoshimichi
Isshiki Yoshimichi est un nom japonais traditionnel ; le nom de famille (ou le nom d'école), Isshiki, précède donc le prénom (ou le nom d'artiste).
Isshiki Yoshimichi (一色義道, décédé en 1579) est un important samouraï de la période Sengoku. Fils d'Isshiki Yoshiyuki, il est le père d'Isshiki Yoshisada.
Il est le 9e chef du clan Isshiki.